# Muzeum amerického umění Amona Cartera
Muzeum amerického umění Amona Cartera (Amon Carter Museum of American Art, zkratkou ACMAA) je muzeum výtvarného umění ve městě Fort Worth v Texasu. Vzniklo roku 1961 jako Amon Carter Museum of Western Art, financoval je vydavatel a filantrop Amon G. Carter, Sr. (1879–1955). Je zde zastoupena malba, grafika, fotografie a sochy severoamerických umělců 19. a 20. století. Jádrem sbírky jsou díla Frederica Remingtona a Charlese M. Russella, zobrazující starý „Divoký západ“.

## Galerie

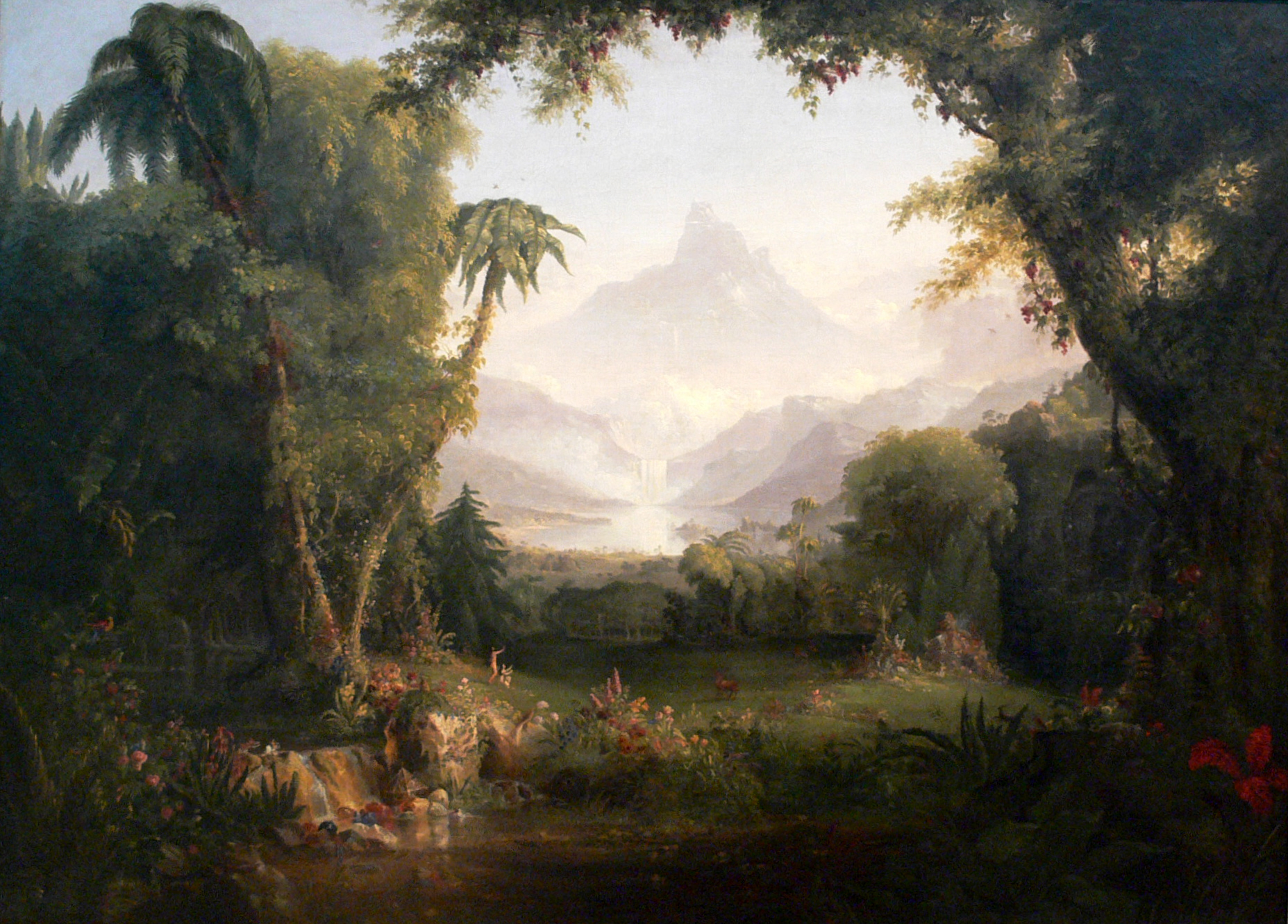
Thomas Cole, Rajská zahrada, 1828
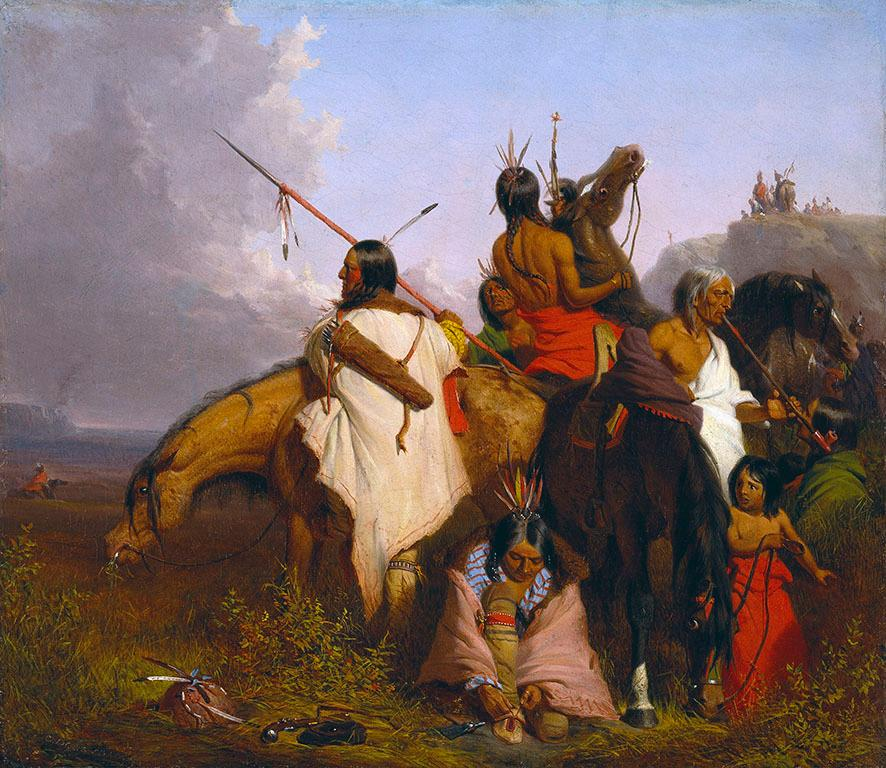
Charles Deas, Skupina Siouxů, 1845
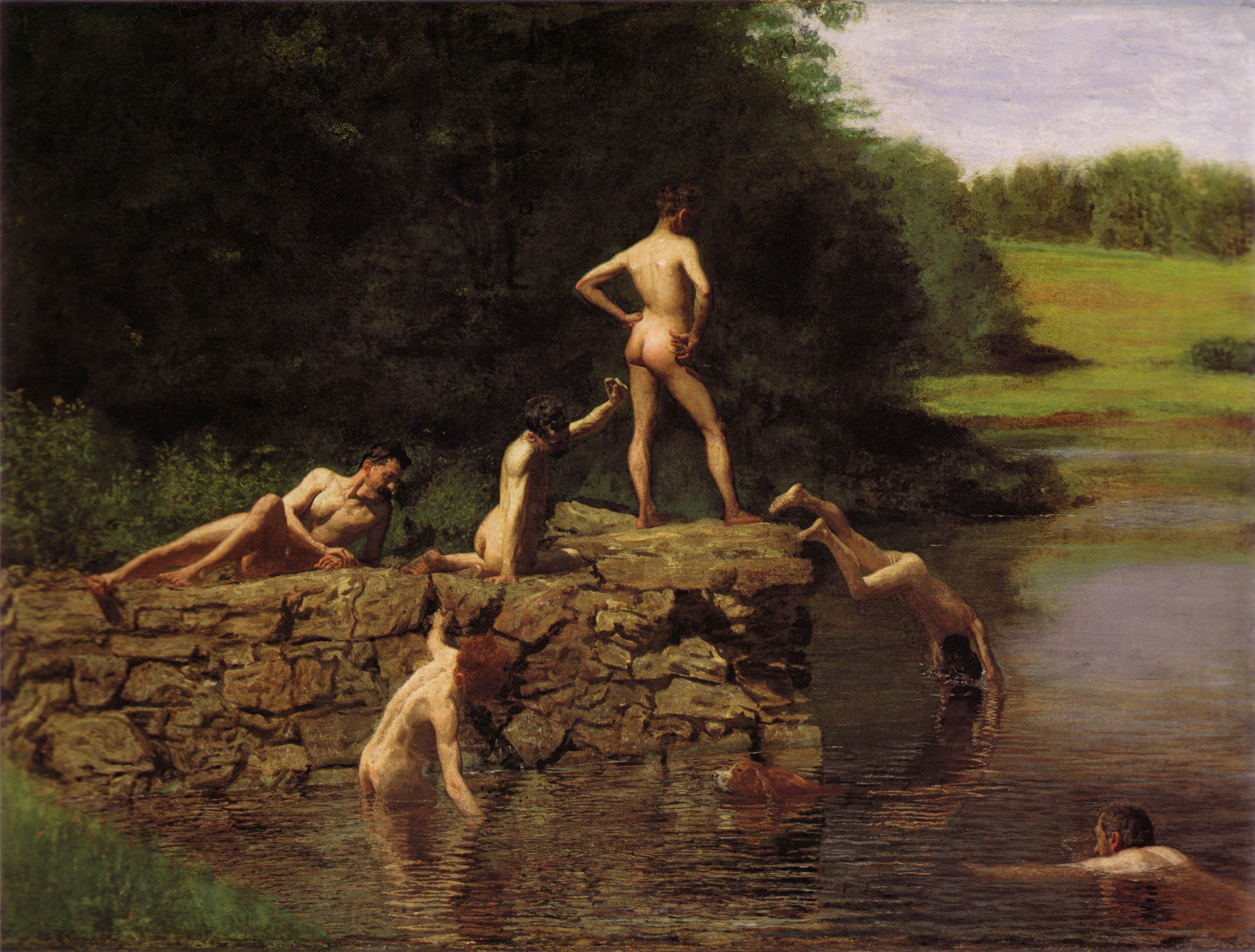
Thomas Eakins, Koupel, 1885
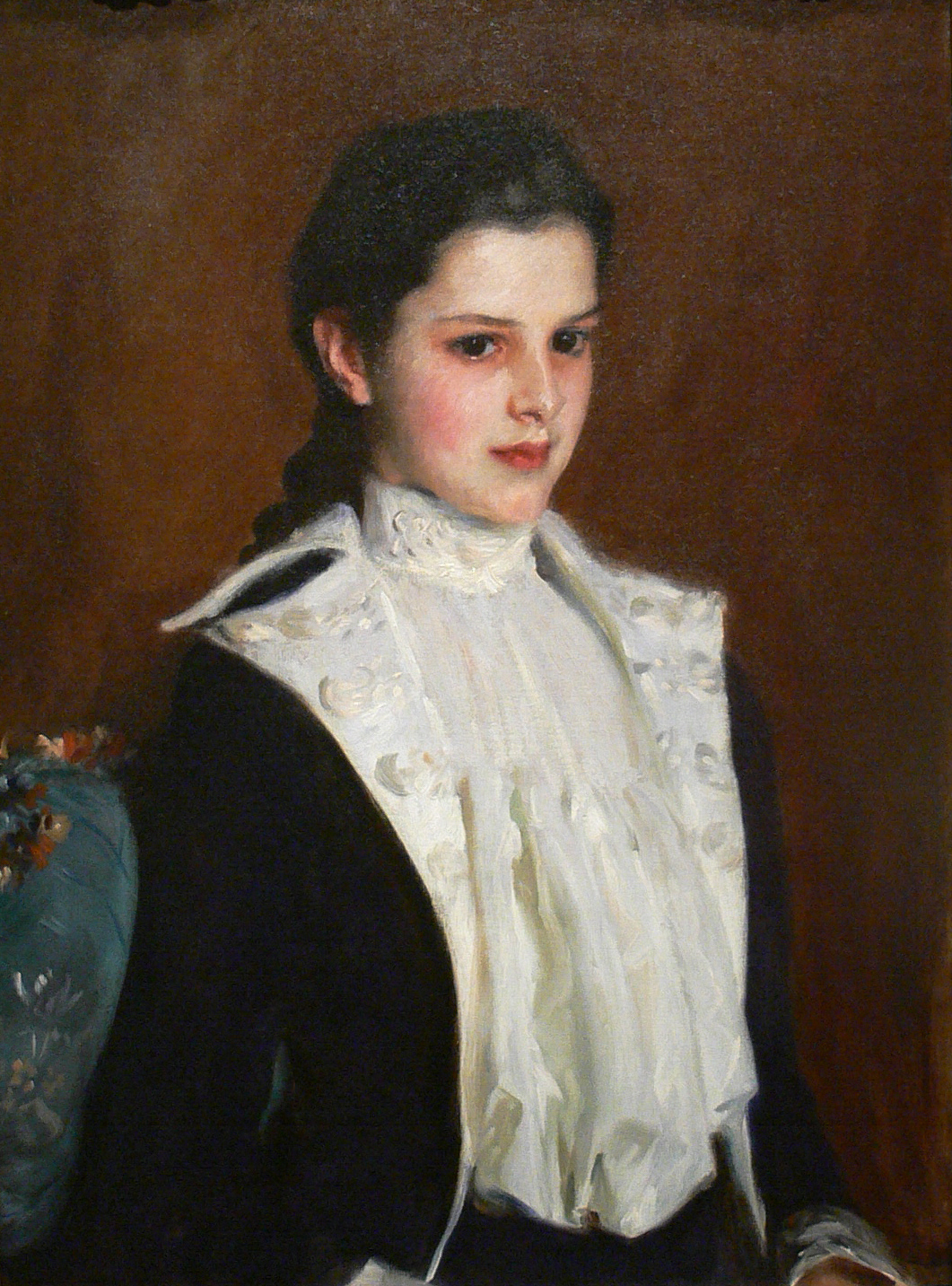
John Singer Sargent, Alice Vanderbiltová Shepardová, 1888
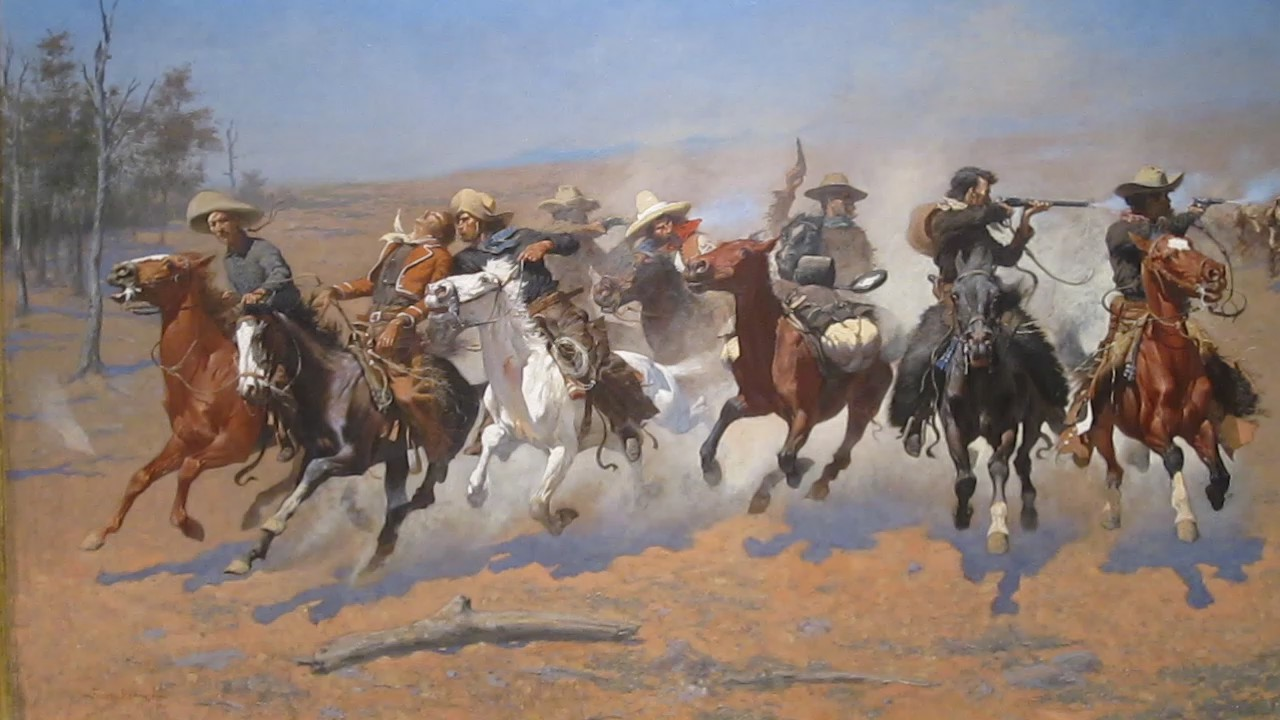
Frederic Sackrider Remington, Úprk do lesa, 1889
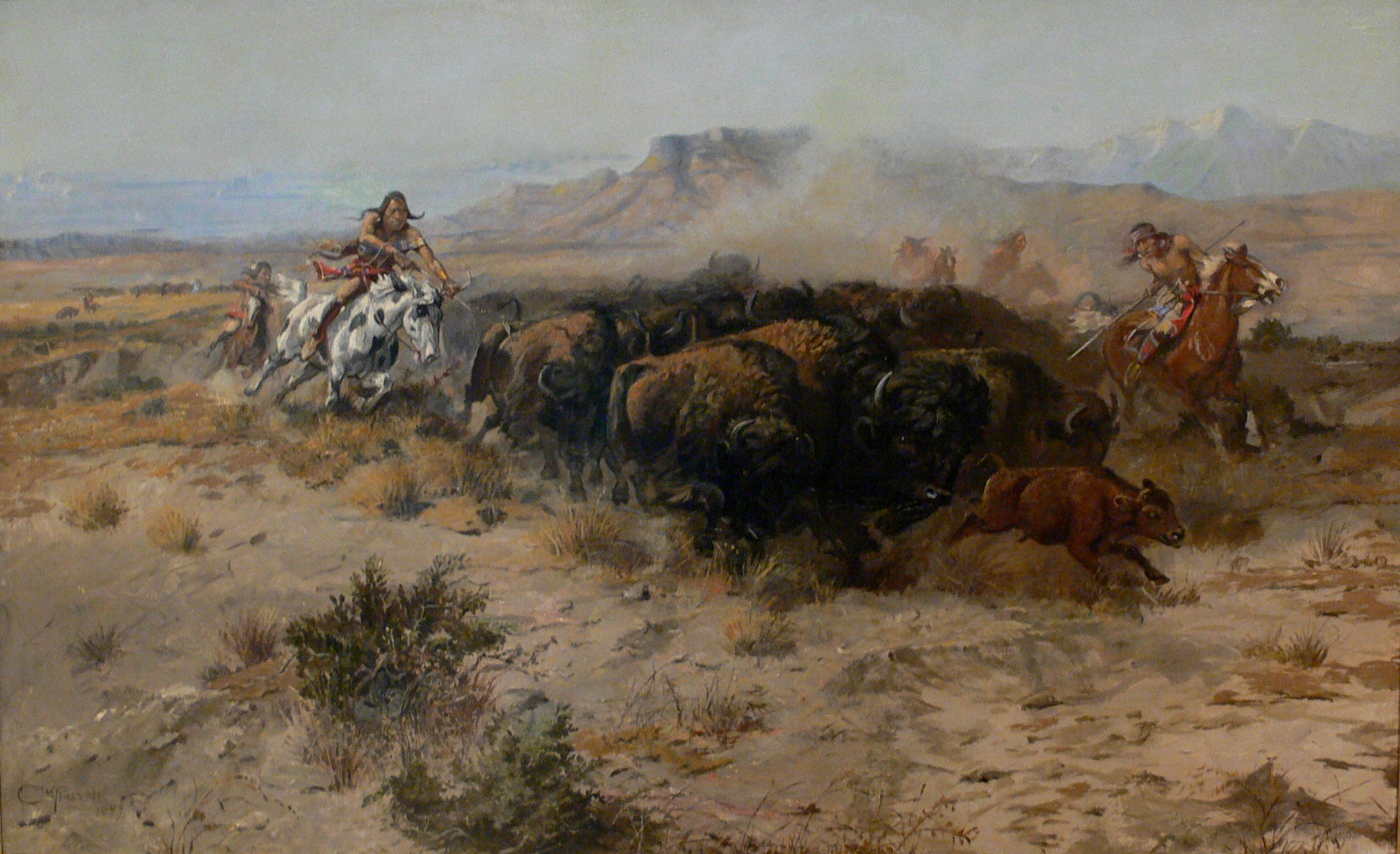
Charles Marion Russell, Lov na bizony, č. 26, 1889
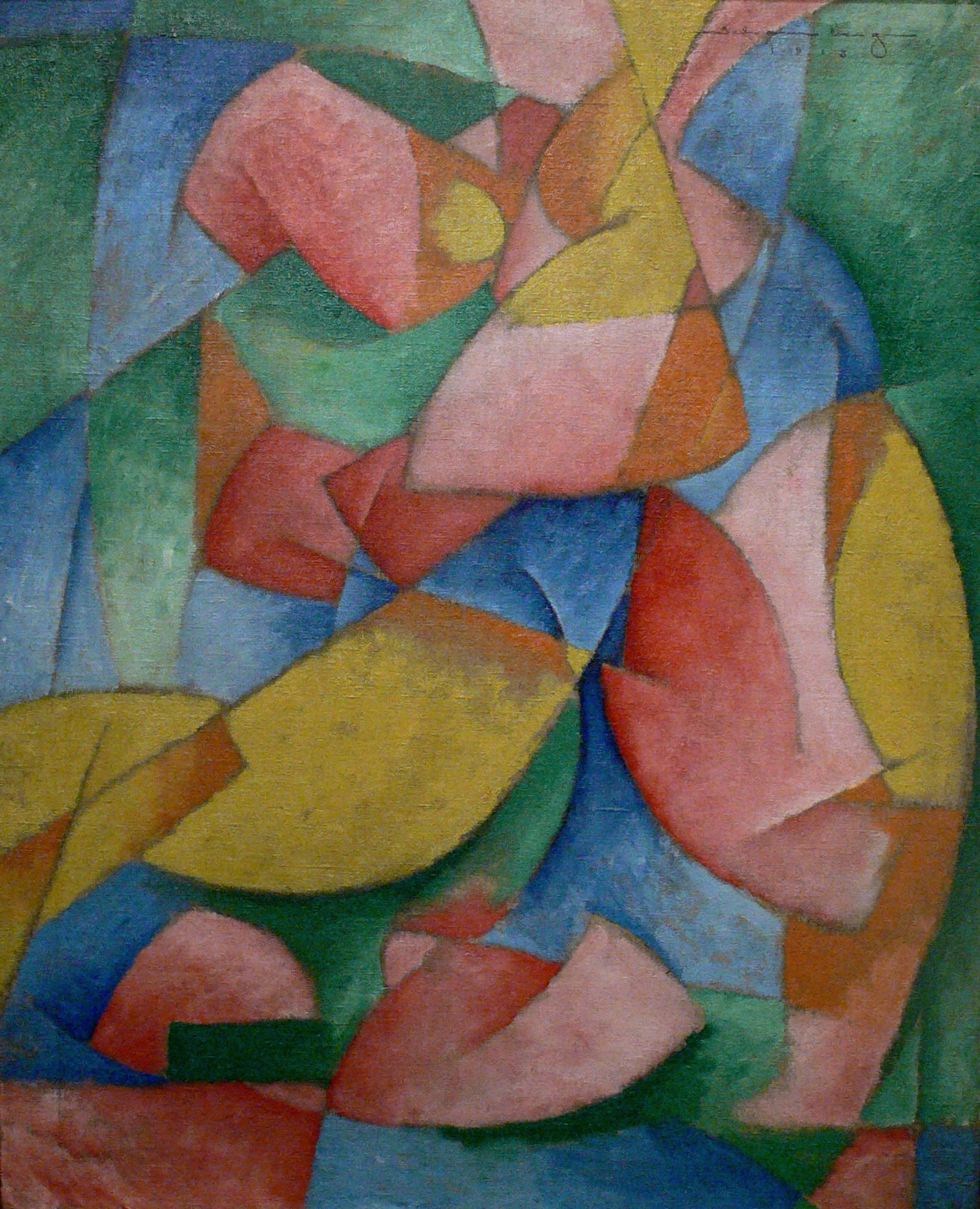
Morton Schamberg, Figura 1913, 1913
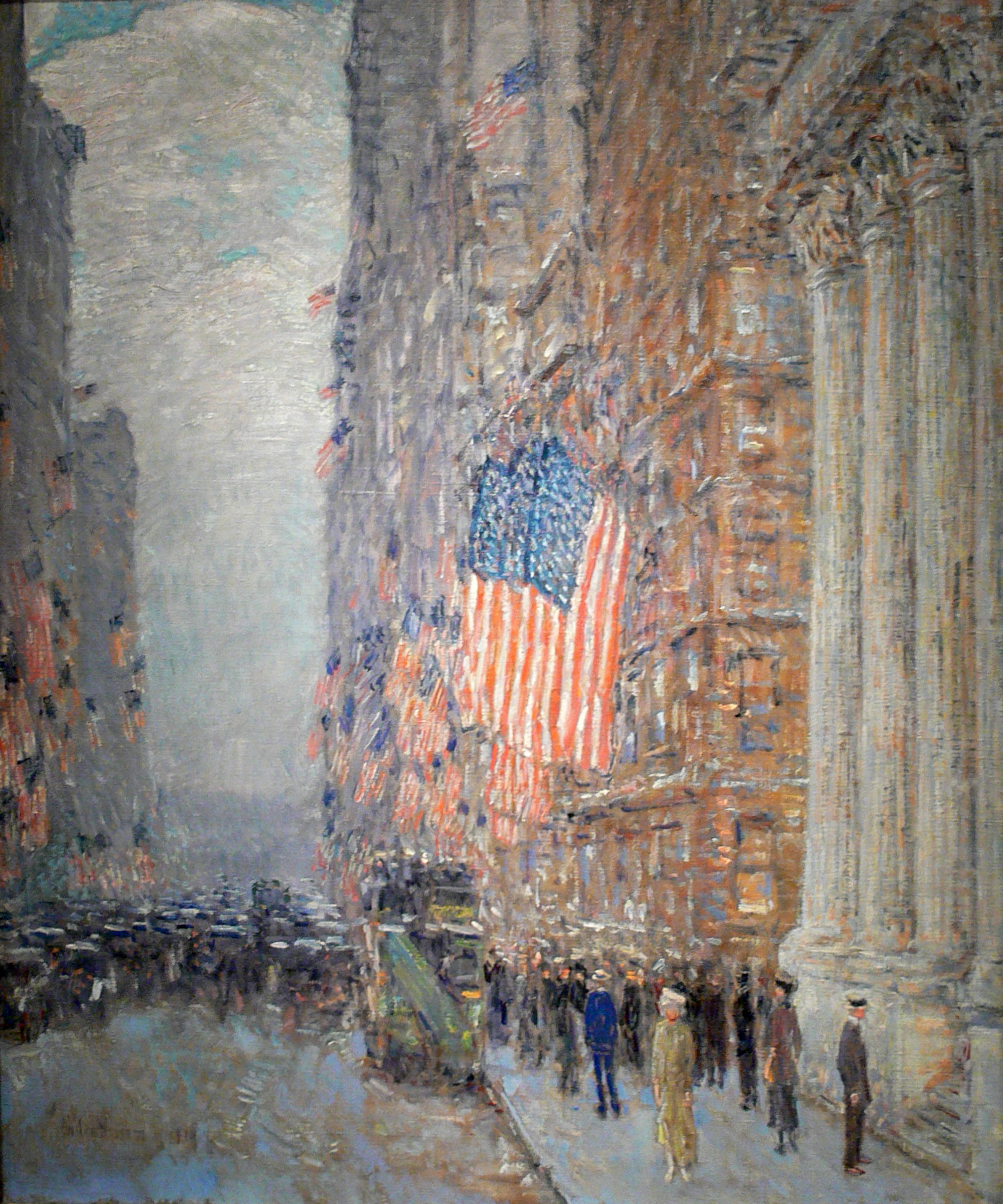
Childe Hassam, Vlajky na hotelu Waldorf, 1916
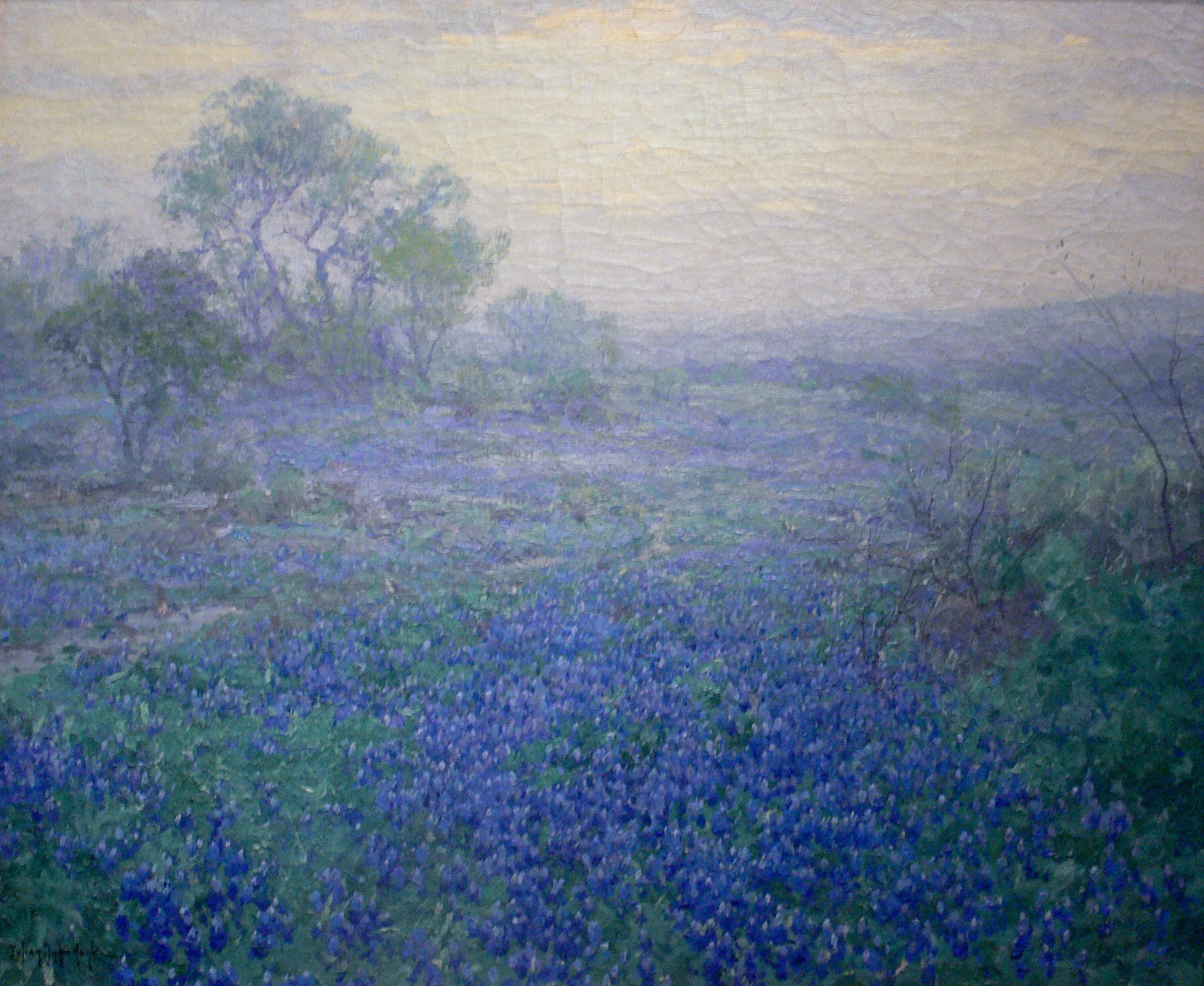
Julian Onderdonk, Pochmurný den, vlčí boby u San Antonia, 1918
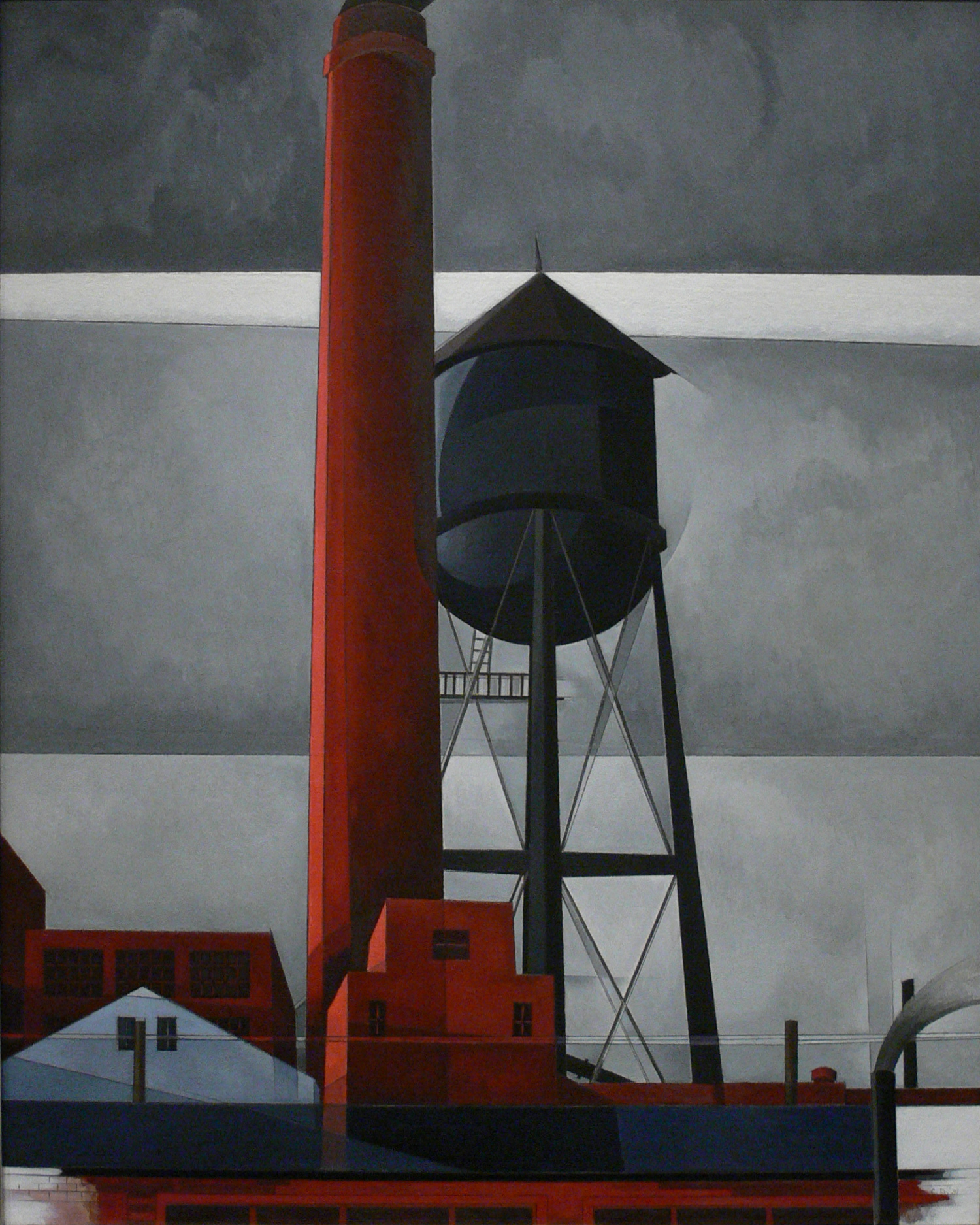
Charles Demuth, Komín a vodní nádrž, 1931